# Nene (film)
Nene (v anglickém originále Nope, stylizováno jako NOPE) je americký neo-westernový sci-fi filmový horor z roku 2022, který napsal, režíroval a produkoval Jordan Peele pod hlavičkou Monkeypaw Productions, kterou založil společně s Ianem Cooperem. Hrají v něm Daniel Kaluuya, Keke Palmerová, Steven Yeun, Michael Wincott, Brandon Perea a Keith David.

## Synopse
Otis (Daniel Kaluuya) a Emerald (Keke Palmerová) jsou sourozenci, kteří se v kalifornském Agua Dulce snaží zachytit důkazy o neidentifikovaném létajícím objektu.

## Obsazení
| Daniel Kaluuya | Otis       |
| Keke Palmer    | Emerald    |
| Steven Yeun    | Ricky Park |

## Vývoj a pozadí filmu
Jordan Peele svůj třetí režijní film oznámil v listopadu 2020. Jako hlavní inspiraci uvedl filmy King Kong (1933), Jurský park (1993), Blízká setkání třetího druhu (1977), Čelisti (1975), Znamení (2002) a Čaroděj ze země Oz (1939).
Hlavní herecká dvojice Palmerová a Kaluuya byla oznámena v únoru 2021. Yeun byl obsazen následující měsíc a režisér Peele filmový název odhalil v červenci 2021.
Natáčení začalo v červnu 2021 na severu okresu Los Angeles a skončilo v listopadu téhož roku.

## Vydání
Premiéra filmu Nene se uskutečnila 18. července 2022 v TCL Chinese Theatre v Los Angeles a 22. července 2022 jej společnost Universal Pictures uvedla do amerických kin.
Celosvětově vydělal 172 milionů dolarů a získal pozitivní recenze za své ambice, herecké výkony, kameru, témata, vizuální styl a hudební doprovod a za Peeleovu režii. Americký filmový institut jej také zařadil mezi deset nejlepších filmů roku 2022. Od svého uvedení byl film zařazen do seznamů nejlepších sci-fi filmů 21. století a všech dob.